# Arctornis excavatus
Arctornis excavatus är en fjärilsart som beskrevs av Holloway 1999. Arctornis excavatus ingår i släktet Arctornis och familjen tofsspinnare. Inga underarter finns listade i Catalogue of Life.